# Crataegus fluviatilis
Crataegus fluviatilis es una especie de planta del género Crataegus, perteneciente a la familia Rosaceae.

## Taxonomía
Crataegus fluviatilis fue descrita por Charles Sprague Sargent en 1903.

## Distribución
Se encuentra en el territorio sudeste de Canadá hasta el centro-norte y noreste de Estados Unidos.